# Schweizerische Hochschulzeitung
Die Schweizerische Hochschulzeitung (früher auch Hochschul-Nachrichten) ist eine Schweizer Zeitschrift mit Peer-Review, die offizielles Organ der Schweizerischen Zentralstelle für Hochschulwesen, der Vereinigung Schweizerischer Hochschuldozenten sowie des Verbandes der Schweizerischen Studentenschaften war.

## Erscheinungsverlauf
Ab 1922 gab die Schweizerische Zentralstelle für Hochschulwesen in Bern die Zeitschrift Hochschul-Nachrichten (Bulletin universitaire) heraus. Von 1927 bis 1970 trug die Zeitschrift den Titel Schweizerische Hochschulzeitung (Revue universitaire suisse) und erschien im Leemann-Verlag in Zürich. Redaktor der Zeitschrift war der Wissenschaftshistoriker Eduard Fueter. Während dieser Zeit veröffentlichte sie unter anderem Sonderdrucke für den Schweizerischen Nationalfonds und für die Schweizerische Hilfsaktion für Kriegsnotleidende Studenten. Ab 1970 erschien sie mit dem neuen Untertitel überparteiliche schweizerische Monatszeitung für Studenten, Techniker und Akademiker. Von 1985 bis Dezember 1986 / Januar 1987 hiess sie Die Synthese und Schweizerische Hochschulzeitung: Monatszeitung für Kultur, Wissenschaft und Politik und erschien im Zürcher Synthese-Verlag.